# Halgerda carlsoni
Halgerda carlsoni is een slakkensoort uit de familie van de Discodorididae. De wetenschappelijke naam van de soort is voor het eerst geldig gepubliceerd in 1978 door Rudman.